# Famille Rangoni
 (août 2024).
La famille Rangoni étaient une famille noble italienne du parti guelfe, originaire de Modène. Pendant les XIIe - XIIIe siècles ils ont fourni différents podestats à la ville guelfe d'Italie du nord . Au XIVe siècle des membres de la famille ont commencé à embrasser la carrière militaire comme capitaines de fortune avant de devenir plus tard des condottieres actifs au niveau européen au XVe et XVIe siècles.
La stabilisation de la situation politique dans la péninsule avec la suprématie espagnole en Italie va permettre aux Rangoni d'entrer  dans les rangs de la noblesse de vieille souche, devenant marquis de Montaldo, de Roccabianca, de Jottangolo et de Tin dans le duché de Parme, barons de Pernes dans le Comtat Venaissin, comtes de San Cassano et de Cordignano dans le Frioul, marquis, comtes de Castelcrescente (Stuffione), de Borgofranco (Ravarino) de Punta Bomporto, seigneurs de Spilamberto avec Corticella, San Vito, Collecchio, Cà de vente, Torre di Gaiada, Gorzano, Castelnuovo Rangone, Campiglio, Villabianca, Levizzano, Denzano et Rosola, patriciens de Modène et de Reggio Emilia dans le duché de Modène.
« […] chiarissima Rangona famiglia producitrici di tanti famosi valent’homini »
(Marozzo, Achille , (1536), Opera Nova Duel appel... , Modène, Préface)
La famille Rangoni est alliée avec les familles nobles italiennes, Este, Gonzague, Farnèse, Pallavicino, Lanzi, Rossi di San Secondo, Pepoli, Orsini, Bentivoglio, Trivulzio, Fregoso da Correggio, Bajardi, Sforza-Cesarini, etc.

## Histoire
Le fondateur de la Maison Rangoni, selon l'historien Crollalanza, serait Gherardo Rangoni, un chevalier au service de Mathilde de Toscane en 1092, dont le fils Guillaume est entré au service de l'évêque de Modène (ou Dodone Ribaldo?), entre 1130 - 1145, devenant l'un de ses capitaines et obtenant certains fiefs dont la forteresse de Chignano. Gherardo Rangoni serait un milites venu d'Allemagne, actif à Plaisance et Modène au début du XIIe siècle.
Gherardo Rangoni, arrière-petit-fils du fondateur, fait partie des Gibelins. Il a été podestat de Modène, favorable à Frédéric Barberousse en 1156 et de nouveau en 1167, mais quand la ville a pris le parti des guelfes, Rangoni n'hésita pas à tourner le dos à l'empereur.
Au cours du XIIIe siècle, la famille Rangoni est restée fidèle à la voie tracée par le podestat Gherardo, offrant différents podestats de la ville guelfe. À l'époque de l'empereur Frédéric II le frères Gherardo (...- 1240) et Jacopino Rangoni ont été des podestats et capitaines guelfes engagés contre les fidèles » des Hohenstaufen : Gherardo est mort en combattant le vicaire impérial Ezzelino Romano et Jacopino a conduit les troupes florentines guelfes à la bataille de Montaperti (1260) contre les Siennois dirigé par Farinata degli Uberti.
Un autre Gherardo Rangoni a été podestat de Milan en 1251 qui a par la suite abandonné la vie mondaine pour prendre l'habit franciscain.
Au cours du XIVe siècle, la famille Rangoni est bien intégrée dans le cadre de la noblesse de l'Émilie et de la Lombardie. La famille s'est attachée à la Maison d'Este au moment de son conflit avec le pape. Alda Rangoni (...- 1325) était l'épouse du marquis Aldobrandino II d'Este qui a confié en 1333 la forteresse de Casalcicogna (actuellement Castellarano)à Lanfranco Rangoni et celle de Spilamberto à Aldobrandino Rangoni.
Jacopino Rangoni (... - 1413) a été podestat de Padoue en 1373, en 1391, Nicolas III d'Este lui a donné la régence pendant dix ans  du fief de Castelnuovo Rangone et en 1394, celui de Spilamberto. Jacopino, maintenant plus mercenaire au sens strict que podestat, a défendu les territoires de la Maison d'Este contre les actions du condottiere de sinistre réputation Ottobon Terzi au service de Jean Galéas Visconti. Il a épousé Beatrix, fille du comte Guido V da Correggio.

## Personnalités

### Capitaines de mercenaires et condottieres
- Vittore Rangoni (...-1450)
- Gherardo Rangoni (...-1447), fils de Jacopino, marié à Beatrix, fille de Salvaggio Bojardi. Vassal de la famille d'Este, il s'est rapproché des Bentivoglio, seigneurs de Bologne.
- Aldobrandino Rangoni (...-1441), autre fils de Jacopino, a épousé une fille naturelle du marquis Nicolas III d'Este, Orsina d'Este.
- Guido I Rangoni (...-1467), quatrième fils de Jacopino, condottiere, il combat avec son frère Aldobrandino pour le compte de Bologne. Il se met ensuite au service de la Sérénissime république de Venise contre les Visconti de Milan. À la mort de, les Milanais choisissent de fonder la République ambrosienne plutôt qu'un nouveau duc. Il est fait prisonnier à la bataille de Caravaggio, puis libéré en 1449, il intercède auprès des Vénitiens en faveur de la république Ambrosienne. Devant la perte de ses principales villes, Milan choisit un nouveau duc, Francesco Sforza. Après la paix de Lodi, en 1454, il reçoit en récompense de ses services les châteaux de San Cassano et de Cordignano tandis que Borso d'Este reconnaît sa seigneurie sur les terres qu'il contrôlait déjà dans le duché de Modène : Castelcrescente, Spilamberto, Castelvetro di Modena, Levizzano Rangone et Campiglio.
- Niccolò Maria Rangoni (1455-1500), fils de Guido I Rangoni.
- Guido II Rangoni (1485-1539), condottiere pendant les guerres d'Italie.
- Ludovico Rangoni (...-1552), servit comme capitaine avec son frère Guido II.
- Francesco Rangoni (...-1528), servit comme capitaine avec son frère Guido II.
- Annibale Rangoni (...-1523), servit comme capitaine avec son frère Guido II.

### Hommes d'église
- Ercole Rangoni, cardinal

### Autres personnages
- Caterina Rangoni (...-1467) de Spilamberto
- Costanza Rangoni, épouse de Cesare Fregoso, sœur de Guido II Rangoni.